# Bureau de liaison des industries cinématographiques
Le Bureau de liaison des industries cinématographiques (BLIC) est un organisme qui promeut l’intérêt général de la filière cinématographique.
Il regroupe plusieurs organisations professionnelles représentant, de l'amont à l'aval, la production (Association des Producteurs Indépendants (API)), l'édition-distribution (Fédération nationale des éditeurs de films (FNEF)), les salles de cinéma (Fédération Nationale des Cinémas Français (FNCF)), l’édition vidéo (Syndicat de l'Edition Vidéo Numérique (SEVN)), les industries techniques (Fédération des Industries du cinéma, de l'audiovisuel et du multimédia (FICAM)).
Fondé au début des années 1970, le BLIC est un interlocuteur des pouvoirs publics sur tous les enjeux de la filière.
Dans le cadre réglementaire des obligations de financement de la création cinématographique française et européenne, le BLIC est également l'interlocuteur des diffuseurs audiovisuels (chaines de télévision et plateformes de SVoD) pour la mise en place d'accords d'investissement.

## Organisation

### Présidents
Le BLIC élit chaque année son président.
- 2011 : Guy Verrechia
- 2012 : Victor Hadida

[...]
- 2016 : Jean-Pierre Decrette
- 2017 : Sidonie Dumas
- 2018 : Victor Hadida
- 2019 : Richard Patry[4].
- 2020 : Sidonie Dumas
- 2021 : Victor Hadida
- 2022 : Richard  Patry[5]
- 2023 : Sidonie Dumas
- 2024 : Victor Hadida

### Secrétaires généraux
- 1975-1998 : Gilbert Grégoire

- ........-2019 : Julie Lorimy[6]

- Depuis 2019 : Hélène Herschel [7]